# Teen Titans 2
Teen Titans 2 est un jeu vidéo d'action développé par Artificial Mind and Movement et édité par Majesco Entertainment, sorti en 2006 sur Game Boy Advance. Il est basé sur la série d'animation Teen Titans : Les Jeunes Titans. Il s'agit de la suite de Teen Titans.

## Accueil
- IGN : 5/10[1]